# Urospermum
Urospermum é um género botânico pertencente à família Asteraceae.